# 维管植物
维管植物（学名：Tracheophyta，vascular plants）或作，是指具有维管组织的植物，這些組織中可將液體作快速的流動，在體內运输水分和养分，它包括蕨类植物和种子植物。种子植物又分为裸子植物和被子植物。全球已发现的维管植物约在30～40万种之间。

## 辨别方法
维管植物有两个重要的辨别方法：
1. 维管植物具有维管组织，因此能够支撑其生长到较大的体积。非维管植物则始终保持较小的体积。
2. 在维管植物，其主要生成階段是孢子體。
3. 在木質部（主要）和韌皮部（次要），水分皆會被不停運送：木質部將水和無機溶質從根部運送往葉片（單向往上），而韌皮部則會把植物中的有機溶質運送往全株植物（雙向）。
4. 维管植物都含有木質化的組織（即木質導管或管胞）。

## 運送營養
植物會從泥土中吸收水分和礦物鹽，並通過木質部將之由根部向上運送到植物的其他部分。水分及溶於其內的礦物質在木質部向上到莖部及葉片的逆地球引力過程，主要由蒸騰作用維持。植物亦在葉片中製造有機化合物，它們會通過韌皮部運送到植物中的其他部分，有機化合物對植物的各種生理反應非常重要，例如光合作用所製造的葡萄糖為植物提供各種生理反應所需的能量。
- 木質部由四種細胞組成：管胞、導管節、薄壁組織及纖維。
- 韌皮部由五種細胞組成：篩管節、伴細胞、薄壁組織、纖維及厚壁細胞。

### 運送途徑
詳細的運送途徑請見植物體無機鹽運送途徑。